# Neumětely
Obec Neumětely se nachází v okrese Beroun, kraj Středočeský, zhruba 13 km jižně od Berouna a 10 km východně od Hořovic, v hostomické kotlině mezi Brdy a hřebenem Housina v povodí Litavky. Žije zde 600 obyvatel.

## Historie
První písemná zmínka o vsi pochází z roku 1331 (Protywa Ulrici de Neumyetel neboli Protiva, syn Oldřicha z Neumětel).

### Územněsprávní začlenění
Dějiny územněsprávního začleňování zahrnují období od roku 1850 do současnosti. V chronologickém přehledu je uvedena územně administrativní příslušnost obce v roce, kdy ke změně došlo:
- 1850 země česká, kraj Praha, politický i soudní okres Hořovice[4]
- 1855 země česká, kraj Praha, soudní okres Hořovice
- 1868 země česká, politický i soudní okres Hořovice
- 1939 země česká, Oberlandrat Plzeň, politický i soudní okres Hořovice[5]
- 1942 země česká, Oberlandrat Praha, politický okres Beroun, soudní okres Hořovice[6]
- 1945 země česká, správní i soudní okres Hořovice[7]
- 1949 Pražský kraj, okres Hořovice[8]
- 1960 Středočeský kraj, okres Beroun
- 2003 Středočeský kraj, okres Beroun, obec s rozšířenou působností Hořovice

### Rok 1932
V obci Neumětely (656 obyvatel, poštovna, katol. kostel) byly v roce 1932 evidovány tyto živnosti a obchody: cihelna, holič, 4 hostince, kolář, kovář, krejčí, obuvník, porodní asistentka, řezník, 3 obchody se smíšeným zbožím, Spořitelní a záložní spolek v Neumětelích, 2 trafiky, truhlář.

## Pamětihodnosti
Památkově chráněný farní kostel svatých Petra a Pavla se nachází na vyvýšenině uprostřed vsi. Kostel je jednolodní, obdélný a byl postaven ve 14. století. Později v polovině 18. století byl barokně přestavěn. Presbytář na východní straně je nejstarší částí stavby. Před kostelem se nalézá malovaný dřevěný kříž. Další dřevěný prostý kříž se nalézá v parčíku před branou na hřbitov. Hřbitov kolem kostela je ohrazen kamennou hřbitovní zdí s barokní vstupní branou a s dřevěnou zvonicí.
U hřbitovní zdi směrem do návsi se nachází zvonice. Celodřevěná nástavba je postavena na kamenné podezdívce. Nízká střecha zvonice je krytá šindelem. Zvonice čtvercového půdorysu byla postavena na konci 18. století. Celková výška zvonice je necelých sedm metrů. Uvnitř je zavěšen jediný zvon. Ostatní tři zvony byly zrekvírovány v první světové válce. Na schody ke zvonici jsou použity dva velké kameny. Údajně byly na toto místo přemístěny ze zdejšího pravěkého pohřebiště z jednotlivých hrobů. V roce 1991 byla provedena oprava šindelové střechy.
Proti kostelu svatého Petra a Pavla se nalézá památkově chráněná budova bývalé fary. Jedná se o barokní budovu s mansardovou střechou. Již v 15. století je zaznamenáno, že na místní faru karlštejnský purkrabí dosadil faráře. Samostatný farní úřad se datuje od roku 1763 do roku 1945. Nejznámějším místním farářem, lékařem a dobrodincem, který se nemalou měrou zasloužil o zvelebení a rozvoj, byl Ferdinand Šebánek. Působil se zde v letech 1869–1912. Na jeho popud byly pořízeny kostelní varhany, byl vydlážděný chodník na místním hřbitově a v okolí kostela byla vysazena zeleň. Oprava fary proběhla v roce 1990 a posléze v roce 2012.
Pomník Horymírova Šemíka se nachází v parčíku u silnice, poblíž kostela. Nedaleko u hřbitovní zdi se nalézá kámen ve tvaru koňské hlavy, nad kterým je postavený malý klasicistní chrámek. V průčelí stříšky je vytesaný tento nápis: V Neumětelích se věřilo a věří, že zde Šemík, věrný kůň rytíře Horymíra zakopán leží. Těsně pod stříškou je uvedena datace 1887. Podle záznamů v místní kronice byl pomník byl zhotoven roku 1887 a byl přivezen na pěti povozech. Kámen byl v Neumětelích považován za nedotknutelný. Poškození kamene nebo manipulace s ním měla přivodit neštěstí. Podle záznamů v obecní kronice v letech 1813–1815 chtěli Rusové hrob otevřít v domnění, že se tam skrývá poklad, ale místní vojáky vyhnali. V roce 1860 byl vyhnaný i pražský archeolog, který chtěl hrob Šemíka odborně prozkoumat.
Na návsi se nachází pomník padlým.
Území obce obtéká potok Chumava, které od Radouše teče po jižní straně vsi k východní hranici obce, kde zprava přibírá Chlumecký potok, a odtamtud teče po úpatí Housiny zase k západu.
Na území Neumětel se nachází západní, vyšší část hřebene Housina, která je od roku 2013 chráněna jako přírodní památka Housina a evropsky významná lokalita. V chráněném území se na západním výběžku hřebene dochovaly malé pozůstatky hradu označovaného Starý zámek a 1,5 kilometru severovýchodně od vesnice stával na návrší hrad Košík. Na úpatí Housiny se nachází velkokapacitní vepřín (čp. 97 a 193).
Jižně od vesnice stávala neumětelská tvrz, po které se dochovalo tvrziště u Velkého rybníka.

## Doprava
Vesnice je rozložena podél silnice III/11412, která vede od silnice II/114 u železniční zastávky Neumětely přes Neumětely, Lážovice a Nové Dvory k silnici II/115 ve Vižině. Na sever vede z Neumětel silnice III/11414 přes Housinské sedlo do Bykoše, na severozápad spojka III/11550 směrem k Libomyšli (která ušetří asi 300 m cesty a 2 železniční přejezdy oproti cestě kolem železniční zastávky), na jihozápad vede silnice III/11550 k silnici II/115 ve Skřipeli, ze silnice 11550 odbočuje na hranici Neumětel silnice III/11551 na jih do nedalekého města Hostomice.
V centru vsi se na silnici III/11412 nachází autobusová zastávka „Neumětely“, u železniční zastávky u křižovatky silnic II/114 a III/11412 zastávka „Neumětely, žel. zast.“ Ve vsi nebo u železniční zastávky zastavuje (stav v roce 2014) 6 regionálních autobusových linek, všechny jsou začleněny do Středočeské integrované dopravy a všechny provozuje PROBO BUS. Jedná se o linky:
- C25 Beroun-Hostomice (3 páry spojů v pracovní den)
- C33 Hořovice-Všeradice-Nesvačily (cca 3 páry spojů v pracovní den)
- C38 Hořovice-Dobříš (přes Neumětely jen 1 pár spojů v pracovní den)
- C45 Hořovice-Zadní Třebaň (3 a půl páru spojů v pracovní den, z toho jen část jede přes ves)
- 301018/D18 Příbram-Beroun (1 a půl páru spojů v pracovní den)
- 470800 (C80) Strašice-Praha (pár ranních sobotních spojů Hořovice–Praha a zpět a nedělní večerní spoj ze Strašic do Prahy)

Při západním okraji území obce vede jednokolejná regionální železniční Trať 172 Zadní Třebaň – Lochovice, na níž byla doprava zahájena roku 1901. V kastastrálním území Radouš města Hostomice, těsně u hranice Neumětel, asi 1,5 km západně od centra vsi, na ní leží železniční zastávka Neumětely (staniční budova Radouš čp. 66). V roce 2001 po trati 172 jezdilo v pracovních dnech 8 párů osobních vlaků, o víkendu 7 párů osobních vlaků.
Po délce vsi vede po silnici páteřní cyklotrasa č. 3. Do centra Neumětel vede od severu ze Zdic přes hřeben Housiny červeně značená turistická trasa.

## Pověst
Podle pověsti zde bylo sídlo vladyky Horymíra a jeho bájného oře Šemíka. Podle starých českých pověstí to byl neumětelský vladyka, který byl knížetem Křesomyslem odsouzen k smrti za ničení dolů a dalšího zařízení kovkopů dolujících zlato a stříbro v Čechách. Před smrtí ho zachránil jeho věrný kůň Šemík hrdinským skokem ze skály na Vyšehradě, kde bylo knížecí sídlo. Udivený kníže udělil Horymírovi milost. Kůň Šemík však skok nepřežil a je pochován v Neumětelích, sídle vladyky Horymíra. Tato pověst byla poprvé zaznamenána v 16. století letopiscem Václavem Hájkem z Libočan v Kronice české. Později ji zaznamenal Alois Jirásek v knize Staré pověsti české.

## Galerie

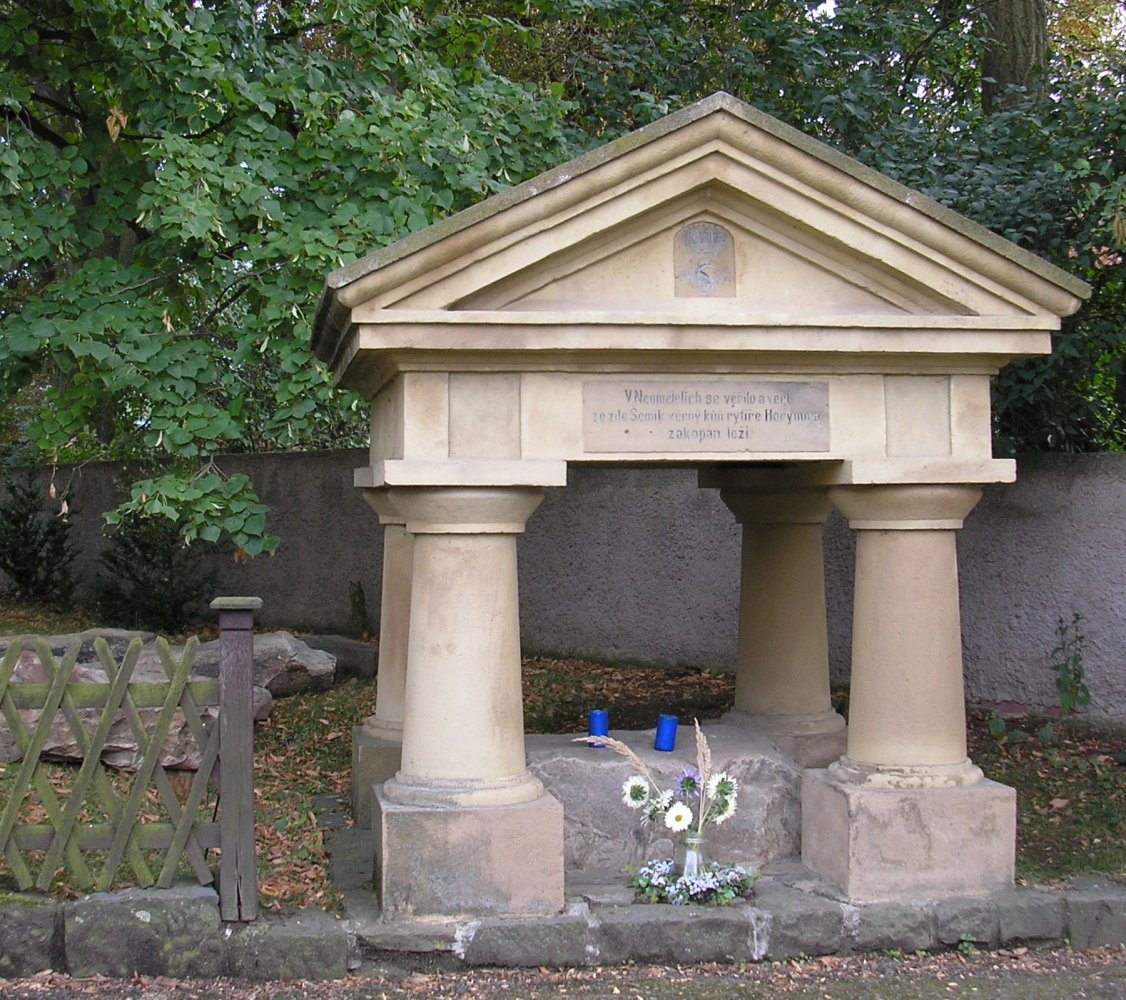
Šemíkova hrobka
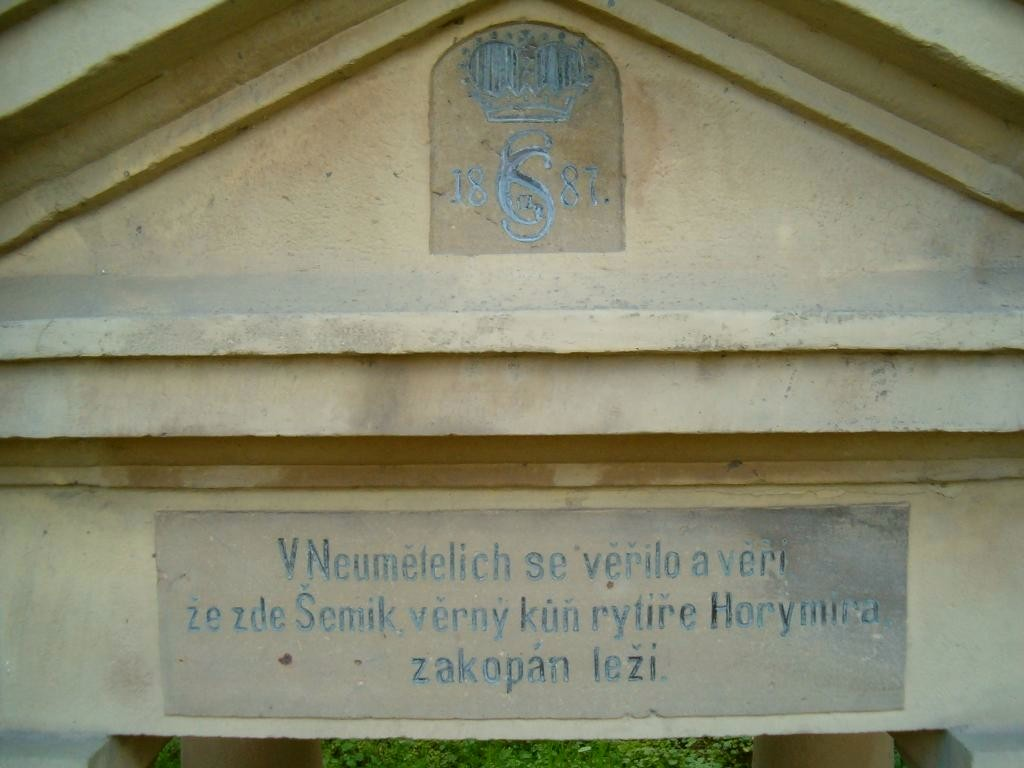
Detail nápisu na hrobce
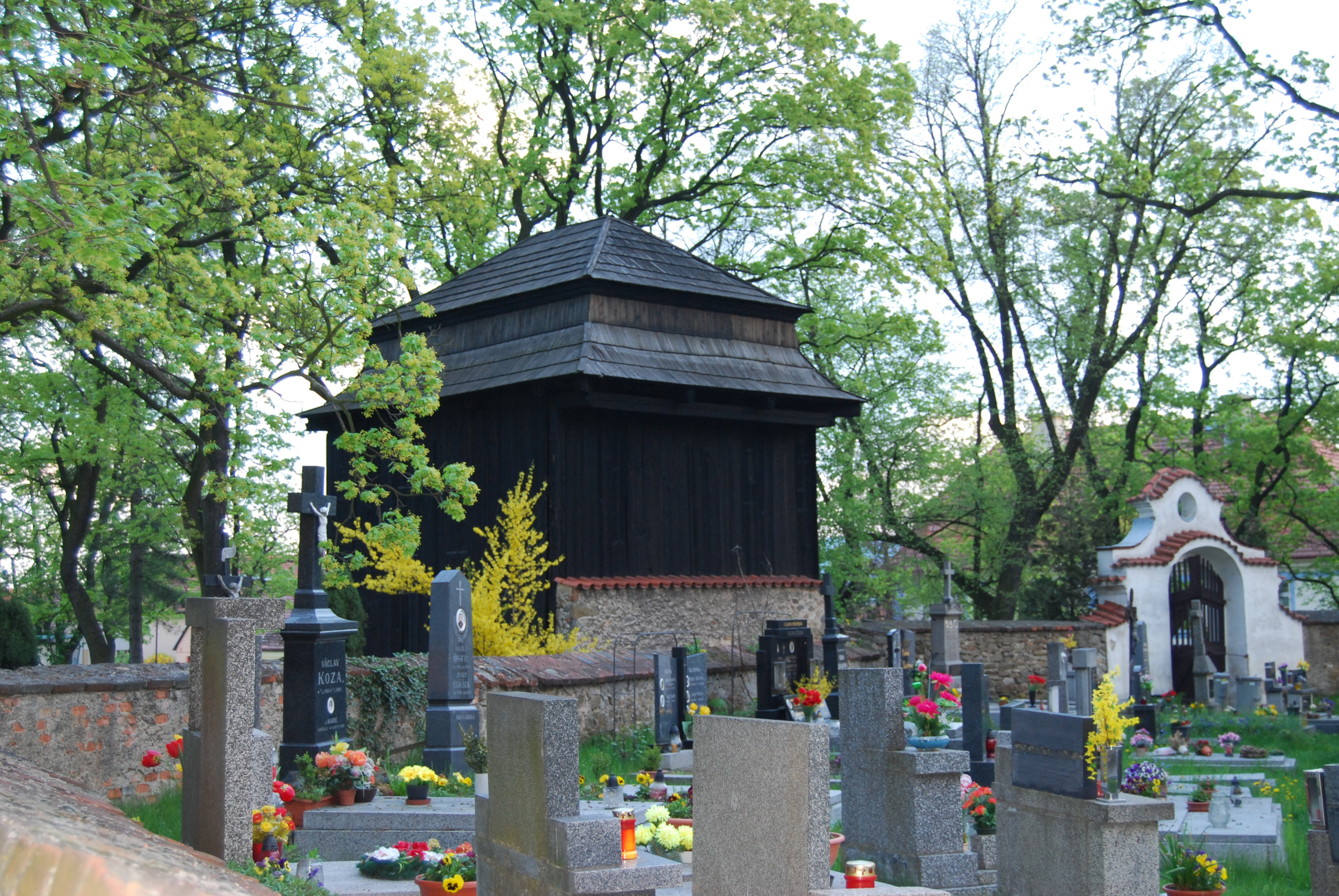
Zvonice poblíž kostela
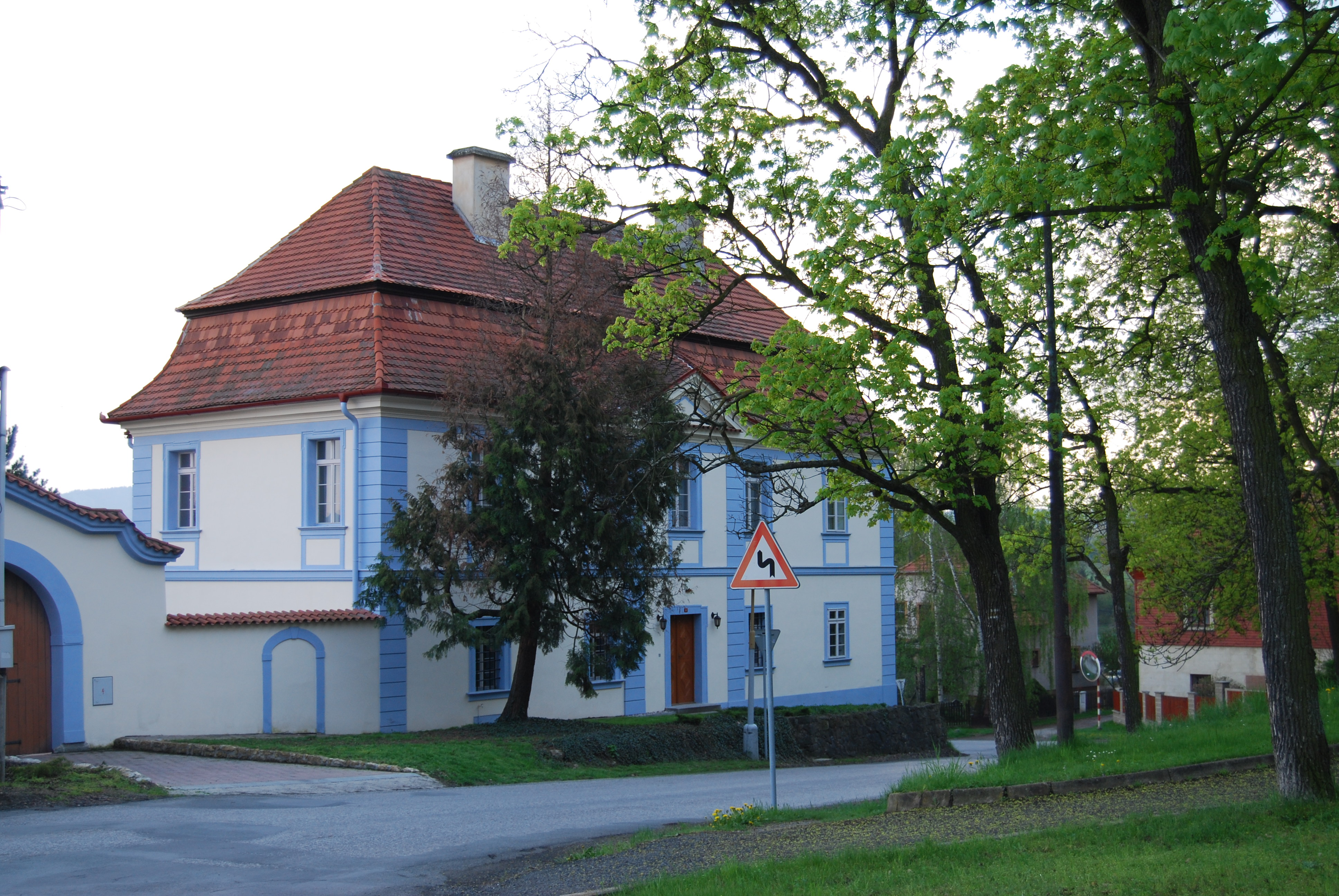
Budova fary